# توتویلر (میسیسیپی)
توتویلر (به انگلیسی: Tutwiler) شهرکی در ایالت میسیسیپی کشور ایالات متحده آمریکا است که جمعیت آن در سرشماری سال ۲۰۱۰ میلادی، ۳٬۵۵۰
نفر بوده‌است.